# ملعب بارتيليمي بوغاندا
مجمع بارثيليمي بوغاندا الرياضي هو الملعب الوطني لجمهورية أفريقيا الوسطى ويقع في العاصمة بانغي. غالباً ما يتم استخدامه لمباريات كرة القدم. يسع الملعب لجلوس 20,000 شخص. سمي بهذا الاسم نسبة للرئيس السابق بارثيليمي بوغاندا.

## وصلات خارجية
- صور من الملعب